# Temporada 1979 del Campeonato del Mundo de Motociclismo
La temporada de 1979 del Campeonato del Mundo de Motociclismo fue la 31.ª edición del Campeonato Mundial de Motociclismo.

## Desarrollo y resultados
En una temporada de cambios de fortuna en la categoría de 500 cc, donde el estadounidense Kenny Roberts se alzó con su segunda corona con Suzuki. En la categoría de 50cc, Eugenio Lazzarini ganó todas las carreras que terminó para ganar el campeonato. Ángel Nieto dominó con su Minarelli para conseguir su séptimo título mundial. Kork Ballington se repetiría como doble campeón del mundo en las categorías de 250cc y 350cc para Kawasaki.
El campeón defensor Roberts se lesionó en una prueba de la pretemporada pero regresó para ganar su segundo título de manera impresionante. Sus rivales también tuvieron mala suerte. Hartog se rompió el brazo en los entrenamientos, Cecotto se rompió la rótula en Austria y Sheene sufrió fallos mecánicos. El Gran Premio de Gran Bretaña de 1979 sería recordado como una de las mejores carreras de la era moderna con Roberts superando a Sheene en la línea de meta por tres centésimas de segundo.
Después de una ausencia de once años en el campeonato mundial, Honda volvió a competir con la exótica  NR500 de cuatro tiempos con los pilotos Mick Grant y Takazumi Katayama en el Gran Premio británico. La motocicleta presentaba un motor con cilindros ovalados y un chasis monocasco. Ambas bicicletas se retiraron de la carrera y Grant se estrelló en el primer giro después de que la moto derramara aceite en su neumático trasero. Katayama se retiró en la séptima vuelta debido a problemas de ignición.
Los principales pilotos boicotearon el Gran Premio de Bélgica por las medidas de seguridad isuficientes. Después de varios problemas de seguridad, los pilotos se unieron cerca del final del año para anunciar que crearían un campeonato de competición llamado "Serie Mundial". Aunque la serie nunca despegó, los corredores habían abierto una brecha y obligaron a la FIM a cambiar la forma en que trataban a los corredores. De hecho, la FIM anunció un incremento en la cuantía de los premios para el siguiente año. Esto marcaría el inicio del profesionalismo en este deporte.

## Calendario y resultados
| Ronda | Fecha       | Gran Premio                     | Circuito          | Ganador 50cc      | Ganador 125cc      | Ganador 250cc   | Ganador 350cc     | Ganador 500cc    |
| ----- | ----------- | ------------------------------- | ----------------- | ----------------- | ------------------ | --------------- | ----------------- | ---------------- |
| 1     | March 18    | Gran Premio de Venezuela        | San Carlos        |                   | Ángel Nieto        | Walter Villa    | Carlos Lavado     | Barry Sheene     |
| 2     | April 29    | Gran Premio de Austria          | Salzburgring      |                   | Ángel Nieto        |                 | Kork Ballington   | Kenny Roberts    |
| 3     | May 6       | Gran Premio de Alemania         | Hockenheimring    | Gerhard Waibel    | Ángel Nieto        | Kork Ballington | Jon Ekerold       | Wil Hartog       |
| 4     | May 13      | Gran Premio de las Naciones     | Imola             | Eugenio Lazzarini | Ángel Nieto        | Kork Ballington | Gregg Hansford    | Kenny Roberts    |
| 5     | May 20      | Gran Premio de España           | Jarama            | Eugenio Lazzarini | Ángel Nieto        | Kork Ballington | Kork Ballington   | Kenny Roberts    |
| 6     | June 17     | Gran Premio de Yugoslavia       | Rijeka            | Eugenio Lazzarini | Ángel Nieto        | Graziano Rossi  | Kork Ballington   | Kenny Roberts    |
| 7     | June 23     | Gran Premio de los Países Bajos | Assen             | Eugenio Lazzarini | Ángel Nieto        | Graziano Rossi  | Gregg Hansford    | Virginio Ferrari |
| 8     | July 1      | Gran Premio de Bélgica          | Spa-Francorchamps | Henk van Kessel   | Barry Smith        | Edi Stöllinger  |                   | Dennis Ireland   |
| 9     | July 22     | Gran Premio de Suecia           | Karlskoga         |                   | Pier Paolo Bianchi | Graziano Rossi  |                   | Barry Sheene     |
| 10    | July 29     | Gran Premio de Finlandia        | Imatra            |                   | Ricardo Tormo      | Kork Ballington | Gregg Hansford    | Boet van Dulmen  |
| 11    | August 12   | Gran Premio de Gran Bretaña     | Silverstone       |                   | Ángel Nieto        | Kork Ballington | Kork Ballington   | Kenny Roberts    |
| 12    | August 19   | Gran Premio de Checoslovaquia   | Brno              |                   | Guy Bertin         | Kork Ballington | Kork Ballington   |                  |
| 13    | September 2 | Gran Premio de Francia          | Le Mans           | Eugenio Lazzarini | Guy Bertin         | Kork Ballington | Patrick Fernandez | Barry Sheene     |